# Edward Ansah
Edward Ansah (ur. 1 lutego 1963 w Temie) – ghański piłkarz grający na pozycji bramkarza. W swojej karierze rozegrał 24 mecze w reprezentacji Ghany.

## Kariera klubowa
Swoją karierę piłkarską Ansah rozpoczął w klubie Asante Kotoko SC. W 1980 roku zadebiutował w jego barwach w ghańskiej pierwszej lidze. Grał w nim do 1984 roku. Wraz z Asante Kotoko wywalczył cztery mistrzostwa kraju w sezonach 1980, 1981, 1982 i 1983, zdobył Puchar Ghany w 1984 i wygrał Puchar Mistrzów w 1983.
W 1985 roku Ansah wyjechał do Nigerii i w latach 1985-1987 grał w klubie Leventis United. W sezonie 1986 wywalczył z nim dublet - mistrzostwo i Puchar Nigerii. W latach 1988–1990 występował w innym klubie z Nigerii, Iwuanyanwu Nationale. W latach 1988–1990 wywalczył z nim trzy mistrzostwa Nigerii z rzędu, a w 1988 roku sięgnął także po puchar kraju.
W 1991 roku Ansah wrócił do Asante Kotoko. W sezonach 1991/1992 i 1992/1993 został z nim mistrzem Ghany. W latach 1996–1998 występował w Ghapoha Readers, z którym w sezonie 1996/1997 zdobył Puchar Ghany. W latach 1998–2004 grał w indyjskim Churchill Brothers FC, w którym zakończył karierę.

## Kariera reprezentacyjna
W reprezentacji Ghany Ansah zadebiutował 26 kwietnia 1987 roku w przegranym 0:1 meczu Igrzysk Afrykańskich 1987 z Wybrzeżem Kości Słoniowej, rozegranym w Abidżanie. W 1992 roku był w kadrze Ghany na Puchar Narodów Afryki 1992. Był na nim podstawowym bramkarzem Ghany i rozegrał pięć meczów: grupowe z Zambią (1:0) i z Egiptem (1:0), ćwierćfinałowy z Kongiem (2:1), półfinałowy z Nigerią (2:1) i finał z Wybrzeżem Kości Słoniowej (0:0, k. 10:11).
W 1994 roku Ansah został powołany do kadry na Puchar Narodów Afryki 1994. Na tym turnieju zagrał w trzech meczach: grupowych z Gwineą (1:0) i z Senegalem (1:0) oraz w ćwierćfinale z Wybrzeżem Kości Słoniowej (1:2). Od 1987 do 2003 rozegrał w kadrze narodowej 24 mecze.